# Lamspringe
Lamspringe er en by og kommune i det centrale Tyskland med 5.743(2023) indbyggere, hørende under Landkreis Hildesheim i den sydlige del af delstaten Niedersachsen. Den er administrationsby i amtet (Samtgemeinde) Lamspringe.

## Geografi
Kommunen Lamspringe ligger ved kilderne til floden Lamme mellem højdedragene Harplage mod nordøst, Heber mod sydøst og Sackwald mod vest. Den er beliggende inden for firkanten af byerne Alfeld–Bad Salzdetfurth–Bockenem–Bad Gandersheim. Større byer i nærheden er Hannover (50 km) og Hildesheim (30 km) mod nord, Göttingen (40 km) mod sydøst og Goslar (30 km) mod øst.